# Суводање
Суводање је насељено место града Ваљева у Колубарском округу. Према попису из 2022. било је 394 становника.

## Познате личности
- Антоније Ђурђевић (1917—1997), православни архимандрит и игуман Манастира Троноше.
- Илија Бирчанин (1764—1804), кнез Подгорске кнежине ваљевске нахије.

## Демографија
У насељу Суводање живи 498 пунолетних становника, а просечна старост становништва износи 48,6 година (45,8 код мушкараца и 51,2 код жена). У насељу има 197 домаћинстава, а просечан број чланова по домаћинству је 2,93.
Ово насеље је великим делом насељено Србима (према попису из 2002. године), а у последња три пописа, примећен је пад у броју становника.
|  |

| Демографија | Демографија | Демографија |
| Година      | Становника  | Становника  |
| ----------- | ----------- | ----------- |
| 1948.       | 1.238       |             |
| 1953.       | 1.267       |             |
| 1961.       | 1.212       |             |
| 1971.       | 1.033       |             |
| 1981.       | 804         |             |
| 1991.       | 698         | 698         |
| 2002.       | 578         | 580         |

| Етнички састав према попису из 2002.‍ | Етнички састав према попису из 2002.‍ | Етнички састав према попису из 2002.‍ | Етнички састав према попису из 2002.‍ | Етнички састав према попису из 2002.‍ |
| ------------------------------------ | ------------------------------------ | ------------------------------------ | ------------------------------------ | ------------------------------------ |
|                                      |                                      |                                      |                                      |                                      |
| Срби                                 | Срби                                 |                                      | 573                                  | 99,13%                               |
| непознато                            | непознато                            |                                      | 4                                    | 0,69%                                |

| Година пописа     | 1948. | 1953. | 1961. | 1971. | 1981. | 1991. | 2002. |
| ----------------- | ----- | ----- | ----- | ----- | ----- | ----- | ----- |
| Број домаћинстава | 194   | 202   | 218   | 220   | 214   | 218   | 197   |

| Број чланова      | 1  | 2  | 3  | 4  | 5  | 6  | 7 | 8 | 9 | 10 и више | Просек |
| ----------------- | -- | -- | -- | -- | -- | -- | - | - | - | --------- | ------ |
| Број домаћинстава | 48 | 66 | 19 | 16 | 20 | 20 | 7 | 1 | 0 | 0         | 2,93   |

| Пол    | Укупно | Неожењен/Неудата | Ожењен/Удата | Удовац/Удовица | Разведен/Разведена | Непознато |
| ------ | ------ | ---------------- | ------------ | -------------- | ------------------ | --------- |
| Мушки  | 240    | 55               | 164          | 15             | 5                  | 1         |
| Женски | 274    | 30               | 163          | 77             | 3                  | 1         |
| УКУПНО | 514    | 85               | 327          | 92             | 8                  | 2         |

| Пол    | Укупно                    | Пољопривреда, лов и шумарство | Рибарство                            | Вађење руде и камена | Прерађивачка индустрија       |
| ------ | ------------------------- | ----------------------------- | ------------------------------------ | -------------------- | ----------------------------- |
| Мушки  | 161                       | 143                           | 0                                    | 0                    | 4                             |
| Женски | 105                       | 99                            | 0                                    | 0                    | 1                             |
| УКУПНО | 266                       | 242                           | 0                                    | 0                    | 5                             |
| Пол    | Производња и снабдевање   | Грађевинарство                | Трговина                             | Хотели и ресторани   | Саобраћај, складиштење и везе |
| Мушки  | 0                         | 1                             | 4                                    | 1                    | 3                             |
| Женски | 0                         | 0                             | 2                                    | 0                    | 0                             |
| УКУПНО | 0                         | 1                             | 6                                    | 1                    | 3                             |
| Пол    | Финансијско посредовање   | Некретнине                    | Државна управа и одбрана             | Образовање           | Здравствени и социјални рад   |
| Мушки  | 0                         | 0                             | 1                                    | 1                    | 0                             |
| Женски | 0                         | 0                             | 0                                    | 0                    | 1                             |
| УКУПНО | 0                         | 0                             | 1                                    | 1                    | 1                             |
| Пол    | Остале услужне активности | Приватна домаћинства          | Екстериторијалне организације и тела | Непознато            | Непознато                     |
| Мушки  | 1                         | 0                             | 0                                    | 2                    | 2                             |
| Женски | 1                         | 0                             | 0                                    | 1                    | 1                             |
| УКУПНО | 2                         | 0                             | 0                                    | 3                    | 3                             |

## Галерија
- Суводање (Дренајић) - панорама
- Суводање (Дренајић) - панорама
- Суводање (Дренајић) - панорама
- Суводање (Дренајић) - панорама
- Суводање (Дренајић) - панорама
- Суводање (Дренајић) - панорама